# Hallberg's Yellow Blues
Hallberg's Yellow Blues eller Nya Värmlandsvalsen är ett musikalbum från 1988 där Bengt Hallberg improviserar över melodier med anknytning till Värmland.

## Låtlista
1. Nya Värmlandsvalsen (Carl Jularbo) – 3'22
2. Tre trallande jäntor (Felix Körling/Gustaf Fröding) – 2'56
3. I villande skogen (trad) – 3'18
4. Den sista jäntan (Povel Ramel) – 4'29
5. På skogsstig (Adolf Söderqvist) – 3'28
6. O Gud, all sannings källa (trad) – 3'19
7. Torparvisa (Gunde Johansson) – 2'32
8. Höstens toner (Adolf Söderqvist) – 3'22
9. Jössehäradspolska (trad) – 3'49
10. Det var dans bort i vägen (Helfrid Lambert/Gustaf Fröding) – 3'55
11. Ack Värmeland, du sköna (trad) – 4'20
12. På sätern (Adolf Söderqvist) – 2'40
13. Nu far jag bort (trad) – 3'01
14. Te dans mä Karlstadtösera (Erik Uppström/Rune Lindström) – 2'48
15. Farväl min lycka (trad) – 2'37
16. Yellow Blues (Bengt Hallberg) – 4'44
17. Fröken Fräken (Thore Skogman) – 2'57
18. Fryksdalsdans nr 2 (Ernst Willners/Tord Wetterberg) – 1'58

## Medverkande
- Bengt Hallberg – piano

### Fotnoter
1. ↑  ”Svensk mediedatabas”. http://smdb.kb.se/catalog/id/001528930. Läst 14 november 2011.